# FK Sevlievo
FK Sevlievo (Bulgaars: ФК Севлиево) is een Bulgaarse betaaldvoetbalclub uit de stad Sevlievo, opgericht in 2015.